# 清华大学西区体育馆

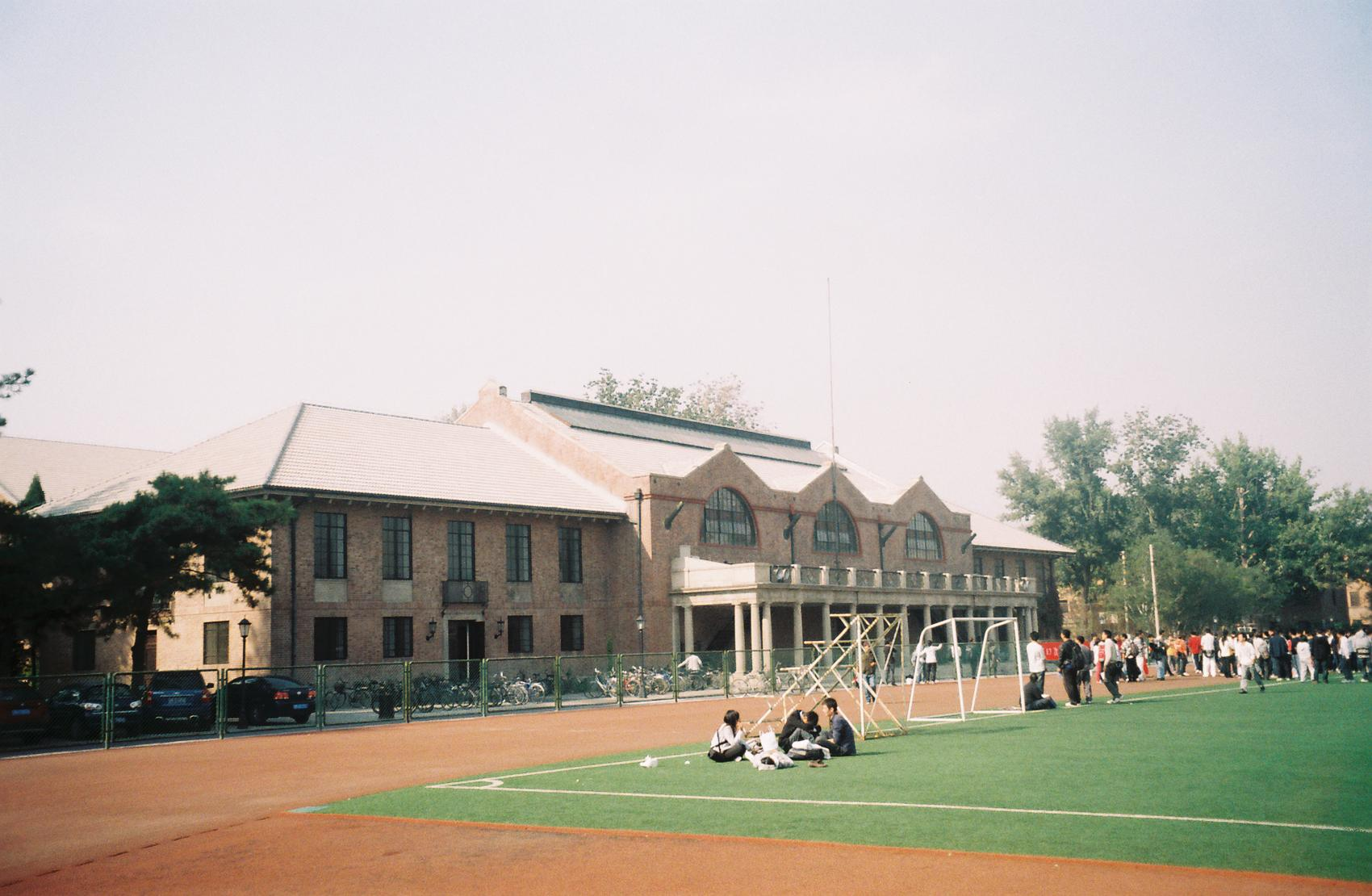
清华大学西区体育馆

清华大学西区体育馆为清华建校初期的体育馆，是清華大學第一個體育館，始建于1916年，位于清华大礼堂西北方向远处，西大操场西侧。

## 历史
体育馆分为前馆和后馆，前馆先建于1916年4月啟建，由美国建筑家亨利·墨菲（H. K. Merphy）设计，泰来洋行包工，外部采用西方古典风格，馆内设陶立克式花岗岩柱廊，总面积2170平方米。
1919年3月竣工，为纪念美国总统西奥多·罗斯福退還庚子賠款與对清华傾注心力建校之教育功绩，体育馆被称为「The Roosevelt Memorial Gymnasium」，中文「罗斯福紀念体育馆」，并嵌有罗斯福头像，但20世纪50年代，因為朝鮮開戰攻打進韓國引發中美捲入衝突，被中华人民共和国政府遂以反美帝侵略之由拆除雕像。建立初期，成为中國教育機構最好的體育館，放眼全國也是最先进体育场馆，拥有篮球场、手球場、80码悬空跑道、室内游泳池、暖气、干燥设备等，在当时美国大学也十分罕见。
1931年扩建出后馆，建筑面积2708平方米，建筑风格相同。2001年，西區體育館被国务院正式公布为第五批全国重点文物保护单位。2016年被列入為“首批中国20世纪建筑遗产”。目前其功能尚完好如新，依旧开放繼續使用，拥有室内羽毛球、网球和篮球场。